# Дърам (Северна Каролина)
Вижте пояснителната страница за други значения на Дърам.
Дърам е град в щата Северна Каролина в САЩ. Населението му е 274 291 жители (1 юли 2018 г.), което го прави 4-тият по население град в щата. Има площ от 245,8 кв. км. Разположен е на 123 метра н.в. Получава статут на град на 10 април 1869 г. Кмет към 2019 г. му е Стив Шуъл от Демократическата партия. Тук се намира един от най-известните университети в САЩ – „Дюк“.